# 拉克雷森特鎮區 (明尼蘇達州休斯頓縣)
拉克雷森特鎮區（英語：La Crescent Township）是位於美國明尼蘇達州休斯頓縣的一個行政鎮區。

## 地方資料
拉克雷森特鎮區的面積為58.69平方千米，當中陸地面積為53.20平方千米，而水域面積為5.49平方千米。根據2020年美國人口普查的數據，當地共有人口1118人，而人口密度為每平方千米19.05人。